# Lista de episódios de A Comédia da Vida Privada
Esta é uma lista contendo todos os episódios da série A Comédia da Vida Privada.  

## Lista de episódios
Episódio Piloto
1994
Elenco: Malu Mader, Fernanda Torres, Deborah Bloch, Tony Ramos, Marco Nanini e Paulo Betti.

### 1ª temporada: 1995
| Episódio | Episódio # | Data de exibição       | Título Original              | Participações especiais                                                                           |
| 1.       | 1-01       | 25 de abril de 1995    | "Pais e Filhos"              | Louise Cardoso, Enrique Diaz, Marco Nanini e Patrícia Perrone                                     |
| 2.       | 1-02       | 23 de maio de 1995     | "Casados X Solteiros"        | Cláudia Abreu, Daniel Dantas, Antônio Fagundes, Giulia Gam, Marco Nanini e Fernanda Torres        |
| 3.       | 1-03       | 20 de junho de 1995    | "Apenas Bons Amigos"         | Paulo Betti, Pedro Cardoso, Fernanda Torres e Diogo Vilela                                        |
| 4.       | 1-04       | 4 de julho de 1995     | "A Casa dos Quarenta"        | Paulo Betti, Milla Christie, Eliane Giardini, Fernanda Montenegro, Marco Nanini e Diogo Vilela    |
| 5.       | 1-05       | 8 de agosto de 1995    | "Sexo na Cabeça"             | Cláudia Abreu, Alexandre Borges, Pedro Cardoso, Giulia Gam e Marisa Orth                          |
| 6.       | 1-06       | 3 de setembro de 1995  | "Mãe é Mãe"                  | Murilo Benício, Enrique Diaz, Marco Nanini, Patrícia Perrone e Marieta Severo                     |
| 7.       | 1-07       | 7 de novembro de 1995  | "Menino ou Menina"           | Débora Bloch, Fernanda Torres, Luiz Fernando Guimarães, Marco Nanini, Cláudia Raia e Diogo Vilela |
| 8.       | 1-08       | 12 de dezembro de 1995 | "O Pesadelo da Casa Própria" | Louise Cardoso, Pedro Cardoso, Adriana Esteves e Marco Nanini                                     |

### 2ª temporada: 1996
| Episódio | Episódio # | Data de exibição       | Título Original               | Participações especiais |
| 1.       | 2-01       | 2 de março de 1996     | "A Próxima Atração"           | Cláudia Abreu, Andréa Beltrão, Pedro Cardoso e Marcos Palmeira                                                                             |
| 2.       | 2-02       | 30 de abril de 1996    | "O Grande Amor da Minha Vida" | Selton Mello e Alessandra Negrini |
| 3.       | 2-03       | 4 de junho de 1996     | "O Mistério da Vida Alheia"   | Débora Bloch, Daniel Dantas, Betty Gofman, Ernani Moraes e Diogo Vilela                                                                    |
| 4.       | 2-04       | 25 de junho de 1996    | "Como Destruir Seu Casamento" | Débora Bloch, Pedro Cardoso, Daniel Dantas e Giulia Gam                                                                                    |
| 5.       | 2-05       | 20 de agosto de 1996   | "As Idades do Amor"           | Pedro Cardoso, Rogério Cardoso, Fernanda Montenegro e Fernanda Torres                                                                      |
| 6.       | 2-06       | 17 de setembro de 1996 | "Mulheres"                    | Tuca Andrada, Rodolfo Bottino, Bianca Byington, Daniel Dantas, Malu Mader, Maria Luisa Mendonça e Rodrigo Santoro                          |
| 7.       | 2-07       | 29 de outubro de 1996  | "Drama"                       | Edson Celulari, Giulia Gam, Marco Nanini e Marieta Severo                                                                                  |
| 8.       | 2-08       | 29 de dezembro de 1996 | "Parece Que Foi Ontem"        | Sílvia Buarque, Cecília Dassi, Henrique Farias, Bruno Garcia, Selton Mello, Dirce Migliaccio, Marco Nanini, Luana Piovani e Marieta Severo |

### 3ª temporada: 1997
| Episódio | Episódio # | Data de exibição     | Título Original                      | Participações especiais |
| 1.       | 3-01       | 1 de abril de 1997   | "Papai Foi à Lua"                    | Pedro Cardoso, Fernanda Torres, Carla Marins, Ernani Moraes, Francisco Cuoco , Fernanda Lobo e Uriel Calomeni |
| 2.       | 3-02       | 29 de abril de 1997  | "O Que Você Vai Ser Quando Crescer?" | Fábio Araújo, Fábio Assunção, Laura Cardoso, Dirce Migliaccio e Luana Piovani |
| 3.       | 3-03       | 24 de junho de 1997  | "A Grande Noite"                     | Andréa Beltrão, Laura Cardoso, Luiz Fernando Guimarães, Sérgio Mamberti, Marco Nanini e Marieta Severo |
| 4.       | 3-04       | 29 de julho de 1997  | "Anchietanos"                        | Lisa Becker, Andréa Beltrão, Murilo Benício, Irene Brietzke, José Vitor Castiel, Leverdógil de Freitas, Lurdes Eloy, Débora Finocchiaro, Bruno Garcia, Luiz Fernando Guimarães, Matheus Nachtergaele, Marco Nanini e Mirna Spritzer |
| 5.       | 3-05       | 26 de agosto de 1997 | "A Voz do Coração"                   | Fábio Assunção, Andréa Beltrão, Laura Cardoso, Ary França, Sérgio Mamberti, Matheus Nachtergaele e Suzana Ribeiro |